# Lijst van 3FM Megahits in 2015
Deze hits waren in 2015 3FM Megahit op 3FM:
| Nr.  | Week    | Artiest                                                                         | Titel                                                       | Hoogste positie in de 3FM Mega Top 50                       |
| ---- | ------- | ------------------------------------------------------------------------------- | ----------------------------------------------------------- | ----------------------------------------------------------- |
| -    | Week 1  | Geen 3FM Megahit in verband met de Top Serious Request-week                     | Geen 3FM Megahit in verband met de Top Serious Request-week | Geen 3FM Megahit in verband met de Top Serious Request-week |
| 1089 | Week 2  | Galantis                                                                        | Runaway (U & I)                                             | 1(1wk)                                                      |
| 1090 | Week 3  | Paolo Nutini                                                                    | Iron Sky                                                    | 15                                                          |
| 1091 | Week 4  | Gavin James                                                                     | The Book of Love                                            | 19                                                          |
| 1092 | Week 5  | Years & Years                                                                   | King                                                        | 3                                                           |
| 1093 | Week 6  | Rihanna, Kanye West & Paul McCartney                                            | FourFiveSeconds                                             | 1(2wk)                                                      |
| 1094 | Week 7  | Sue The Night                                                                   | The Whale                                                   | 33                                                          |
| -    | Week 8  | Geen 3FM Megahit in verband met de Zeroes Request-week                          | Geen 3FM Megahit in verband met de Zeroes Request-week      | Geen 3FM Megahit in verband met de Zeroes Request-week      |
| 1095 | Week 9  | Kovacs                                                                          | Diggin'                                                     | 36                                                          |
| 1096 | Week 10 | Seinabo Sey                                                                     | Younger (Kygo Remix)                                        | 23                                                          |
| 1097 | Week 11 | Royal Blood                                                                     | Ten Tonne Skeleton                                          | 48                                                          |
| 1098 | Week 12 | Mumford & Sons                                                                  | Believe                                                     | 20                                                          |
| 1099 | Week 13 | Muse                                                                            | Psycho                                                      | 28                                                          |
| 1100 | Week 14 | Tobias Jesso Jr.                                                                | How Could You Babe                                          | geen notering                                               |
| 1101 | Week 15 | MakeBelieve                                                                     | Cry Like Wolves                                             | geen notering                                               |
| 1102 | Week 16 | Rondé                                                                           | We Are One                                                  | geen notering                                               |
| 1103 | Week 17 | Circa Waves                                                                     | T-Shirt Weather                                             | 40                                                          |
| 1104 | Week 18 | Kendrick Lamar                                                                  | King Kunta                                                  | 32                                                          |
| 1105 | Week 19 | James Bay                                                                       | Let It Go                                                   | 15                                                          |
| 1106 | Week 20 | The Chemical Brothers                                                           | Go                                                          | 49                                                          |
| 1107 | Week 21 | Douwe Bob                                                                       | Sweet Sunshine                                              | 37                                                          |
| 1108 | Week 22 | Jarryd James                                                                    | Do You Remember                                             | geen notering                                               |
| 1109 | Week 23 | Disclosure & Gregory Porter                                                     | Holding On                                                  | 38                                                          |
| 1110 | Week 24 | Causes                                                                          | Walk on Water                                               | 44                                                          |
| 1111 | Week 25 | The Weeknd                                                                      | Can't Feel My Face                                          | 3                                                           |
| 1112 | Week 26 | Beck                                                                            | Dreams                                                      | 32                                                          |
| 1113 | Week 27 | The Brahms                                                                      | Golden                                                      | 42                                                          |
| 1114 | Week 28 | Pharrell Williams                                                               | Freedom                                                     | 7                                                           |
| 1115 | Week 29 | BØRNS                                                                           | 10,000 Emerald Pools                                        | 45                                                          |
| 1116 | Week 30 | Tame Impala                                                                     | The Less I Know the Better                                  | 47                                                          |
| 1117 | Week 31 | Major Lazer, Ellie Goulding & Tarrus Riley                                      | Powerful                                                    | 42                                                          |
| 1118 | Week 32 | Disclosure & Sam Smith                                                          | Omen                                                        | 26                                                          |
| 1119 | Week 33 | Foals                                                                           | Mountain at My Gates                                        | 45                                                          |
| 1120 | Week 34 | Editors                                                                         | Life Is a Fear                                              | 32                                                          |
| 1121 | Week 35 | Yellow Claw, Cesqueaux & Becky G                                                | Wild Mustang                                                | 39                                                          |
| 1122 | Week 36 | Lucas Hamming                                                                   | Never Let You Down                                          | 37                                                          |
| 1123 | Week 37 | Macklemore & Ryan Lewis & Eric Nally, Melle Mel, Kool Moe Dee & Grandmaster Caz | Downtown                                                    | 18                                                          |
| 1124 | Week 38 | Florence and The Machine                                                        | Queen of Peace                                              | 40                                                          |
| 1125 | Week 39 | Ellie Goulding                                                                  | On My Mind                                                  | 6                                                           |
| -    | Week 40 | Geen 3FM Megahit in verband met 50 jaar 3FM                                     | Geen 3FM Megahit in verband met 50 jaar 3FM                 | Geen 3FM Megahit in verband met 50 jaar 3FM                 |
| 1126 | Week 41 | Tame Impala                                                                     | Let It Happen                                               | geen notering                                               |
| 1127 | Week 42 | Halsey                                                                          | New Americana                                               | 33                                                          |
| 1128 | Week 43 | HAEVN                                                                           | Finding Out More                                            | 32                                                          |
| 1129 | Week 44 | Adele                                                                           | Hello                                                       | 1(5wk)                                                      |
| 1130 | Week 45 | Armin van Buuren & Kensington                                                   | Heading Up High                                             | 7                                                           |
| 1131 | Week 46 | Coldplay                                                                        | Adventure of a Lifetime                                     | 4                                                           |
| 1132 | Week 47 | Sef                                                                             | Toch houdt ze van mij                                       | 23                                                          |
| 1133 | Week 48 | Nothing But Thieves                                                             | Trip Switch                                                 | 38                                                          |
| 1134 | Week 49 | Santigold                                                                       | Can't Get Enough of Myself                                  | 41                                                          |
| 1135 | Week 50 | Alessia Cara                                                                    | Here                                                        | 20                                                          |
| 1136 | Week 51 | Typhoon                                                                         | Niet weglopen                                               | 33                                                          |
| -    | Week 52 | Geen 3FM Megahit in verband met de 3FM Serious Request-week                     | Geen 3FM Megahit in verband met de 3FM Serious Request-week | Geen 3FM Megahit in verband met de 3FM Serious Request-week |
| -    | Week 53 | Geen 3FM Megahit in verband met de Top Serious Request-week                     | Geen 3FM Megahit in verband met de Top Serious Request-week | Geen 3FM Megahit in verband met de Top Serious Request-week |

1993 · 
1994 ·
1995 · 
1996 ·
1997 ·
1998 ·
1999 ·
2000 ·
2001 ·
2002 ·
2003 ·
2004 ·
2005 ·
2006 ·
2007 ·
2008 ·
2009 ·
2010 ·
2011 ·
2012 ·
2013 ·
2014 ·
2015 ·
2016 ·
2017 ·
2018 ·
2019 ·
2020 ·
2021 ·
2022 ·
2023 ·
2024 ·
2025